# Monarch Airlines
Monarch Airlines byla britská letecká společnost s hlavní základnou na letišti Luton u Londýna. Specializovala se na charterové lety do prázdninových destinací jako Středomoří, Kanárské ostrovy, Kypr, Egypt, Řecko či Turecko. Další její letecké základny byly na letištích v Birminghamu, Leeds/Bradford, Gatwick a Manchester. Firma byla založena v roce 1967, lety zahájila o rok později. Jednalo se o 5. největší leteckou společnost Spojeného království a jednu z nejstarších. Společnost zbankrotovala 2. října 2017 (po 50 letech existence), kdy byla oznámena insolvence a okamžitě byly pozastaveny všechny operace. Důvodem byly finanční problémy, které se nepodařilo vyřešit.
V době zániku flotila čítala celkem 35 letounů – 9 Airbusů A320, 25 Airbusů A321 a jeden vypůjčený Boeing 737-800. Společnost v té době létala do 43 destinací.